# Берзенбрюк
Берзенбрюк (нем. Bersenbrück) — город в Германии, в земле Нижняя Саксония.
Входит в состав района Оснабрюк. Подчиняется управлению Берзенбрюк. Население составляет 7946 человек (на 31 декабря 2010 года). Занимает площадь 42,54 км². Официальный код — 03 4 59 010.
Город подразделяется на 7 городских районов.
| Год  | Население |
| ---- | --------- |
| 1990 | 5621      |
| 1995 | 6773      |
| 2000 | 7666      |
| 2005 | 7893      |
| 2010 | 7964      |